# Театр Реджо
Театры с аналогичным названием — Театро Реджо — есть и в других городах, например в Парме.
Королевский театр (итал. Teatro Regio) — один из старейших оперных театров Италии, расположенный в Турине.

## История
Построен в 1740 году, был уничтожен пожаром в 1936 и восстановлен в 1973 году.

### Старый театр
В 1713 году герцог Витторио Амедео II Савойский поручил известному архитектору Филиппо Юварре спроектировать и построить новый оперный театр. Однако строительство началось лишь после смерти Юварры, в 1738 году. Карл Эммануил III, герцог Савойский, доверил этот проект архитектору Бенедетто Альфьери.
Театр был открыт 26 декабря 1740 года. Роскошный по тем временам зал вмещал 2500 зрительских мест.
Император Наполеон три раза посещал этот театр.
В 1870 году театр стал муниципальным. С 1792 по 1798 театр был закрыт. 
Артуро Тосканини был дирижёром Туринской оперы с 1895 по 1898 год, в это время состоялось несколько итальянских премьер опер Рихарда Вагнера.
В 1905 году театр был реконструирован, убраны четвёртый и пятый ярусы, расширен амфитеатр.
Во время Первой мировой войны театр был закрыт, и вновь открыт в 1919 году.

### Обновлённый театр
В ночь на 8 и 9 февраля 1936 года весь театр, кроме фасада, был разрушен сильным пожаром, после чего почти 40 лет не работал. После пожара театр решено было перестроить. В 1965 году был объявлен конкурс, который выиграли архитекторы Карло Моллино и Марчелло Дзавелани Росси. Работы по восстановлению театра начались в 1967 году и завершены в 1973.
Зал эллиптической формы вмещает 1750 зрителей.

## Сезоны

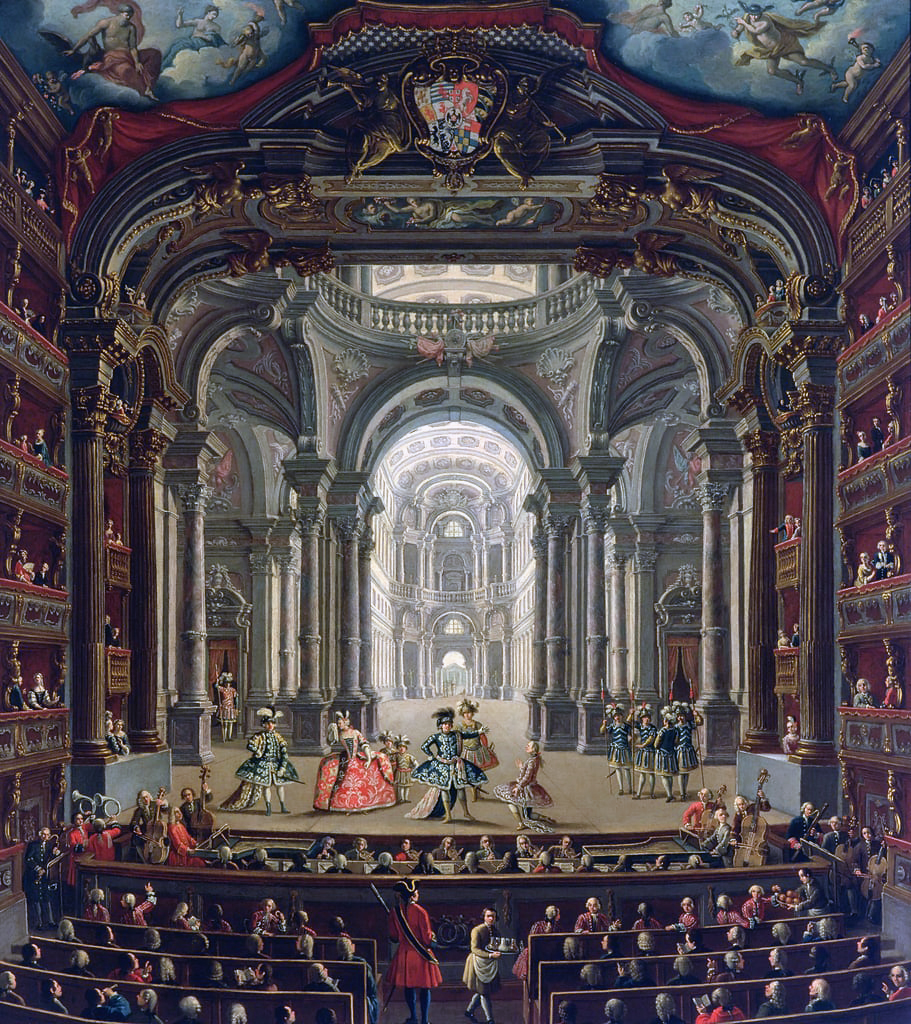
Туринский оперный театр в середине XVIII века

Список опер, которые открывали сезоны:
- 1990/1991 — «Дон Карлос» Джузеппе Верди, дирижёр Густав Кун, постановка и костюмы Петер Пабст
- 1991/1992 — «Трубадур» Джузеппе Верди, дирижёр Вьекослав Сутей, режиссёр Джулиано Монтальдо, сценография Лучано Риччери, костюмы Наны Чекки
- 1992/1993 — «Богема» Джакомо Пуччини, дирижёр Фабрицио Мария Карминати, режиссёр Уго Грегоретти, сценография и костюмы Эудженио Гульельминетти
- 1993/1994 — «Капулети и Монтекки» Винченцо Беллини, дирижёр Бруно Кампанелла, режиссёр Джорджо Марини, сценография Лауро Крисмана, костюмы Эттора Д’Этторе
- 1994/1995 — «Дочь полка» Гаэтано Доницетти, дирижёр Бруно Кампанелла, режиссёр Лука Ронкони, сценография Маргериты Палли, костюмы Карло Дьяппи.
- 1995/1996 — «Нюрнбергские мейстерзингеры» Рихарда Вагнера, дирижёр Дитфрид Бернет, режиссёр Грэм Вик, сценография и костюмы Ричарда Хадсона
- 1996/1997 — «Кармен» Жоржа Бизе
- 1997/1998 — «Самсон и Далила» Камиля Сен-Санса, режиссёр Лука Ронкони
- 1998/1999 — «Дон Жуан» Моцарта
- 1999/2000 — «Похождения повесы» Игоря Стравинского
- 2000/2001 — «Хитрец» Эрманно Вольф-Феррари
- 2001/2002 — «Лир» Ариберта Раймана
- 2002/2003 — «Каприччио» Рихарда Штрауса, дирижёр Джеффри Тэйт (англ. Jeffrey Tate)
- 2003/2004 — «Симон Бокканегра» Джузеппе Верди,
- 2004/2005 — «Богема» Джакомо Пуччини
- 2005/2006 — «Аида» Джузеппе Верди,
- 2006/2007 — «Турандот» Джакомо Пуччини
- 2007/2008 — «Фальстаф» Джузеппе Верди
- 2008/2009 — «Медея» Луиджи Керубини
- 2009/2010 — «Травиата» Джузеппе Верди
- 2010/2011 — «Борис Годунов» Модеста Мусоргского, дирижёр Джанандреа Нозеда, режиссёр, постановка и свет Андрея Кончаловского, сценография Грациано Грегори, костюмы Карлы Тети.
- 2011/2012 — «Фиделио» Бетховена; дирижёр Джанандреа Нозеда, режиссёр Марио Мартоне
- 2012/2013 — «Летучий голландец» Вагнера; дирижёр Джанандреа Нозеда, режиссёр Вилли Деккер